# كسوف الشمس 20 أبريل 2061
سيحدث كسوف كلي للشمس في 20 أبريل 2061. يحدث كسوف الشمس عندما يمر القمر بين الأرض والشمس ، وبالتالي يحجب صورة الشمس كليًا أو جزئيًا عن مشاهد على الأرض. يحدث الكسوف الكلي للشمس عندما يكون القطر الظاهري للقمر أكبر من قطر الشمس ، مما يحجب كل ضوء الشمس المباشر ، ويحول النهار إلى ظلام. تحدث الكلية في مسار ضيق عبر سطح الأرض ، مع كسوف جزئي للشمس مرئي فوق المنطقة المحيطة بعرض آلاف الكيلومترات.

## الرؤية
سيبدأ الخسوف فوق جنوب روسيا وشرق أوكرانيا عند شروق الشمس وسيتحرك ظل القمر بسرعة في اتجاه شمالي شرقي فوق غرب كازاخستان ( منطقة غرب كازاخستان ). سيغطي الظل جبال الأورال والسباقات فوق المحيط المتجمد الشمالي في اتجاه الشمال الغربي ويصل إلى أرخبيل سفالبارد. عند غروب الشمس سينتهي الكسوف قبل ساحل جرينلاند .
سيكون أكبر كسوف في روسيا في شرق جمهورية كومي (في أوروبا ) ، على بعد 120 كم تقريبًا إلى الجنوب الشرقي من بيتشورا .

## الخسوفات ذات الصلة

### كسوف الشمس 2059-2061
هذا الكسوف هو جزء من سلسلة كسوف الشمس 2059-2061. يتكرر الكسوف في كل 177 يومًا تقريبًا و 4 ساعات ي العقد المتناوبة من مدار القمر.
| 119 | مايو 22, 2058 جزئي             | 124 | نوفمبر 16, 2058 جزئي |
| 129 | مايو 11, 2059 [الإنجليزية] كلي | 134 | نوفمبر 5, 2059 حلقي  |
| 139 | أبريل 30, 2060 كلي             | 144 | أكتوبر 24, 2060 حلقي |
| 149 | أبريل 20, 2061 كلي             | 154 | أكتوبر 13, 2061 حلقي |

### ساروس 149
ساروس 149 ، يتكرر كل حوالي 18 سنة و 11 يومًا ، يحتوي على 71 حدثًا.
- بدأت السلسلة بكسوف جزئي للشمس في 21 أغسطس 1664.
- وشهدت كسوفًا كليًا من 9 أبريل 2043 إلى 2 أكتوبر 2331.
- وتنتهي السلسلة عند العضو 71 ككسوف جزئي في 28 سبتمبر 2926.

أطول كسوف كلي سيكون يوم 17 يوليو 2205 عند 4 دقائق و 10 ثوان.
| تحدث أعضاء السلسلة 15-25 بين عامي 1901 و 2100: | تحدث أعضاء السلسلة 15-25 بين عامي 1901 و 2100: | تحدث أعضاء السلسلة 15-25 بين عامي 1901 و 2100: |
| 15                                             | 16                                             | 17                                             |
| ---------------------------------------------- | ---------------------------------------------- | ---------------------------------------------- |
| يناير 23, 1917 [الإنجليزية]                    | فبراير 3, 1935 [الإنجليزية]                    | فبراير 14, 1953 [الإنجليزية]                   |
| 18                                             | 19                                             | 20                                             |
| فبراير 25, 1971 [الإنجليزية]                   | مارس 7, 1989 [الإنجليزية]                      | مارس 19, 2007                                  |
| 21                                             | 22                                             | 23                                             |
| مارس 29, 2025                                  | أبريل 9, 2043                                  | أبريل 20, 2061                                 |
| 24                                             | 25                                             |                                                |
| مايو 1, 2079                                   | مايو 11, 2097 [الإنجليزية]                     |                                                |

### سلسلة ميتونيك
تتكرر السلسلة ميتونيك كل 19 عامًا (6939.69 يومًا) ، وتستمر حوالي 5 دورات. يحدث الكسوف في نفس تاريخ التقويم تقريبًا. بالإضافة إلى ذلك ، تتكرر سلسلة أكتون الفرعية 1/5 من ذلك أو كل 3.8 سنوات (1387.94 يومًا). تحدث جميع الكسوفات في هذا الجدول عند العقدة الصاعدة للقمر.
| 21 حدثًا من أحداث الكسوف ، تتقدم من الجنوب إلى الشمال بين 1 يوليو 2000 و 1 يوليو 2076 | 21 حدثًا من أحداث الكسوف ، تتقدم من الجنوب إلى الشمال بين 1 يوليو 2000 و 1 يوليو 2076 | 21 حدثًا من أحداث الكسوف ، تتقدم من الجنوب إلى الشمال بين 1 يوليو 2000 و 1 يوليو 2076 | 21 حدثًا من أحداث الكسوف ، تتقدم من الجنوب إلى الشمال بين 1 يوليو 2000 و 1 يوليو 2076 | 21 حدثًا من أحداث الكسوف ، تتقدم من الجنوب إلى الشمال بين 1 يوليو 2000 و 1 يوليو 2076 |
| يوليو 1–2                                                                            | أبريل 19–20                                                                          | فبراير 5–7                                                                           | نوفمبر 24–25                                                                         | سبتمبر 12–13                                                                         |
| 117                                                                                  | 119                                                                                  | 121                                                                                  | 123                                                                                  | 125                                                                                  |
| ------------------------------------------------------------------------------------ | ------------------------------------------------------------------------------------ | ------------------------------------------------------------------------------------ | ------------------------------------------------------------------------------------ | ------------------------------------------------------------------------------------ |
| يوليو 1, 2000 [الإنجليزية]                                                           | أبريل 19, 2004                                                                       | فبراير 7, 2008                                                                       | نوفمبر 25, 2011                                                                      | سبتمبر 13, 2015                                                                      |
| 127                                                                                  | 129                                                                                  | 131                                                                                  | 133                                                                                  | 135                                                                                  |
| يوليو 2, 2019                                                                        | أبريل 20, 2023                                                                       | فبراير 6, 2027                                                                       | نوفمبر 25, 2030 [الإنجليزية]                                                         | سبتمبر 12, 2034                                                                      |
| 137                                                                                  | 139                                                                                  | 141                                                                                  | 143                                                                                  | 145                                                                                  |
| يوليو 2, 2038                                                                        | أبريل 20, 2042                                                                       | فبراير 5, 2046                                                                       | نوفمبر 25, 2049                                                                      | سبتمبر 12, 2053                                                                      |
| 147                                                                                  | 149                                                                                  | 151                                                                                  | 153                                                                                  | 155                                                                                  |
| يوليو 1, 2057                                                                        | أبريل 20, 2061                                                                       | فبراير 5, 2065                                                                       | نوفمبر 24, 2068 [الإنجليزية]                                                         | سبتمبر 12, 2072 [الإنجليزية]                                                         |
| 157                                                                                  | 159                                                                                  | 161                                                                                  | 163                                                                                  | 165                                                                                  |
| يوليو 1, 2076 [الإنجليزية]                                                           |                                                                                      |                                                                                      |                                                                                      |                                                                                      |

## روابط خارجية
- www.solar-eclipse.de - متوسط التغطية السحابية والمدن على طول مسار الكسوف
- رسومات ناسا